# Фиат CR.42
„Фиат CR.42 Фалко“ (от италиански: сокол) е италиански биплан изтребител от Втората световна война, който служи като основен изтребител на италианските кралски военновъздушни сили в началото на войната.
Произвеждан е серийно във „ФИАТ“, Торино, Италия (1935-1944). Въпреки че е остарял спрямо монопланите изтребители, той се представя добре в Северна Африка до появата на новите съюзнически самолети. Фиат CR.42 е последният от бипланите на „Фиат“, който влиза на въоръжение като изтребител.
|  | Уикипедия разполага с Портал:Авиация |